# Присоединение Западной Украины и Западной Белоруссии к СССР
Присоедине́ние За́падной Украи́ны и За́падной Белоруссии к СССР — включение в состав СССР территорий Западной Украины и Западной Белоруссии после их военного захвата в Польском походе Красной Армии 1939 года. Территориальные изменения в Польше происходили по договорённостям СССР и Германии.
Оформлено принятием на внеочередной V сессии Верховного Совета СССР Закона СССР «О включении Западной Украины в состав Союза ССР с воссоединением её с Украинской ССР» (1 ноября 1939 г.) и Закона СССР «О включении Западной Белоруссии в состав Союза ССР с воссоединением её с Белорусской ССР» (2 ноября 1939 г.) на основании ходатайств Полномочных Комиссий Народного Собрания Западной Украины и Народного Собрания Западной Белоруссии. СССР включил эти территории, названные им Западной Украиной и Западной Белоруссией, в состав Украинской и Белорусской ССР, часть территорий была по советско-литовскому договору о взаимопомощи передана Литве, которая после её аннексии Советским Союзом в 1940 году стала Литовской ССР. Соглашения между членами Антигитлеровской коалиции закрепили переход этих земель в состав СССР, что известно в Польше как Западное предательство.
Советский Союз частично компенсировал Польше потерю этих территорий послевоенной передачей ей меньших по площади, но более промышленно развитых земель Германии восточнее линии Одер-Нейсе, которые Польша называет возвращёнными землями, однако территория Польши в результате всё равно сократилась на 77 000 км². Граница между СССР и Польшей была установлена только по советско-польскому договору 1945 года приблизительно по «линии Керзона».

## Ход событий
Утром 24 августа 1939 года нацистская Германия и СССР подписали 10-летний договор о ненападении, более известный как пакт Молотова — Риббентропа. По секретному протоколу к пакту Германия и СССР делили сферы влияния в восточной Европе, а территории Польши были разделены между ними по линии, которая с некоторыми изменениями повторяла итоговую границу между Германией и СССР.
1 сентября 1939 года Германия нападением на Польшу начала боевые действия в Европе, ставшие началом Второй мировой войны. 17 сентября польское правительство бежало на территорию Румынии. 17 сентября на польскую территорию началось вторжение войск РККА. На советско-германских переговорах, проходивших 20—21 сентября, была установлена демаркационная линия между германской и советской армиями. 22 сентября 1939 года во время официальной процедуры передачи города Бреста и Брестской крепости советской стороне прошёл торжественный вывод немецких войск и торжественный ввод советских. 10 октября 1939 года часть оккупированных территорий была передана Литве по советско-литовскому договору о взаимопомощи. Границы нацистской Германии и СССР были закреплены договором о дружбе и границе.
1 и 2 ноября 1939 года внеочередная V сессия Верховного Совета СССР принимает законы «О включении Западной Украины в состав Союза ССР с воссоединением её с Украинской ССР» (1 ноября 1939) и «О включении Западной Белоруссии в состав Союза ССР с воссоединением её с Белорусской ССР» (2 ноября 1939), ссылаясь на ходатайства «Полномочной комиссии Народного собрания Западной Украины» и «Полномочной комиссии Народного собрания Западной Белоруссии». Формальные ходатайства были приняты Народным собранием Западной Украины во Львове 27 октября, а Народным собранием Западной Белоруссии в Белостоке 29 октября.
12 ноября 1939 года третья Внеочередная сессия Верховного Совета БССР постановила: «Принять Западную Белоруссию в состав Белорусской Советской Социалистической Республики и воссоединить тем самым белорусский народ в едином Белорусском государстве».
14 ноября 1939 года третья Внеочередная сессия Верховного Совета УССР постановила: «Принять Западную Украину в состав Украинской Советской Социалистической Республики и воссоединить тем самым украинский народ в едином Украинском государстве».
Обе территории до 28 сентября 1939 года входили в состав Польского государства по итогам Рижского мирного договора 1921 года, западная их граница была практически полностью восточнее «линии Керзона», рекомендованной Антантой в качестве восточной границы Польши в 1918 году. Договор о ненападении, подписанный в Москве в 1932 году и продлённый до 31 декабря 1945 года, подтверждал незыблемость границы СССР и Польши и обязывал стороны воздерживаться от любых агрессивных действий друг против друга, спорные вопросы — передавать на согласительную процедуру. Советский Союз отказался от исполнения всех договоров с Польшей 17 сентября 1939 года.

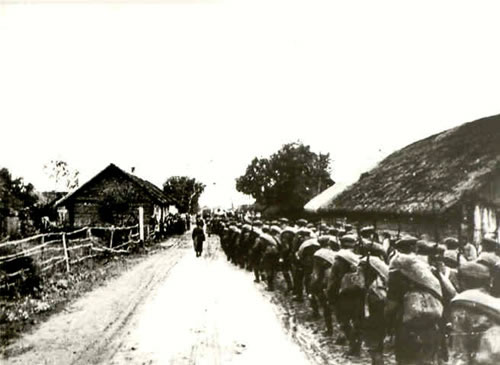
Красная Армия у Молодечно. 1939 год

С принятием и опубликованием Законов СССР, УССР и БССР о включении Западной Украины и Западной Белоруссии в состав СССР с воссоединением их с УССР и БССР на территории бывших Западной Украины и Западной Белоруссии распространили своё действие Конституция СССР 1936 года и Конституции УССР и БССР 1937 года, как Основные законы, а также все другие действующие законы Советского Союза и УССР и БССР. На этих территориях были начаты различные преобразования, сопровождавшиеся массовыми репрессиями в отношении «классово-чуждых» и «врагов советской власти» и затронувших значительное число этнических поляков проживавших на этих территориях.
22 июня 1941 года в нарушение пакта Молотова — Риббентропа нацистская Германия напала на СССР, включая аннексированные территории Польши. По заключённому 30 июля 1941 года соглашению Сикорского — Майского СССР признавал советско-германские договоры по разделу Польши утратившими силу. Территории, которые к тому моменту оккупировала нацистская Германия, получили неопределённый статус.
Обсуждаемый на Тегеранской конференции вопрос о территориях был решён в пользу СССР на Ялтинской конференции и закреплён на Потсдамской конференции. Договором от 16 августа 1945 года между Союзом Советских Социалистических Республик и Польской Республикой «О советско-польской государственной границе» эти территории (с небольшими отступлениями в пользу Польши — Белосток и окрестности, Перемышль и окрестности) были закреплены за СССР. Во 2-й половине 1940-х — 1-й половине 1950-х годов происходила незначительная коррекция границ.

## Последствия
Первой задачей советских властей была деполонизация аннексированной территории. Это было осуществлено путём истребления ведущих групп польского общества: дворянства и интеллигенции, а также массовых депортаций вглубь СССР, под которые попали сотни тысяч интеллектуалов, военных, полицейских и зажиточных фермеров. Таким образом, в течение 21 месяца после аннексии были инициированы социальные, культурные, экономические и национальные изменения. По оценкам исследователей, около трети депортированных больше никогда не вернулись в страну.
В 1939—1941 годах новые власти арестовали и заключили в тюрьмы около 500 тысяч поляков, включая бывших чиновников, офицеров и священнослужителей. Это было около 10 % всех взрослых мужчин. Также было убито около 65 тысяч поляков.
После вторжения в Польшу Советский Союз перестал признавать польское государство и обращался с польскими военными не как с военнопленными, а как с мятежниками против нового правительства Западной Украины и Западной Белоруссии. Им массово вменялся «шпионаж» и «контрреволюционная деятельность».
Все польские частные школы, в том числе церковные, были национализированы — учебные заведения стали зоной коммунистического воспитания. Львовский университет продолжил свою деятельность, но ему придали украинский характер.
После распада СССР территории вошли в состав Украины и Белоруссии.
В 2021 году 17 сентября было объявлено в Белоруссии ежегодно отмечаемым государственным праздником — «Днём народного единства» (не выходным днём).

## Отражение в филателии
В 1940 году в СССР была издана серия почтовых марок «Воссоединение Западной Украины с УССР и Западной Белоруссии с БССР».

Почтовые марки СССР, 1940 год
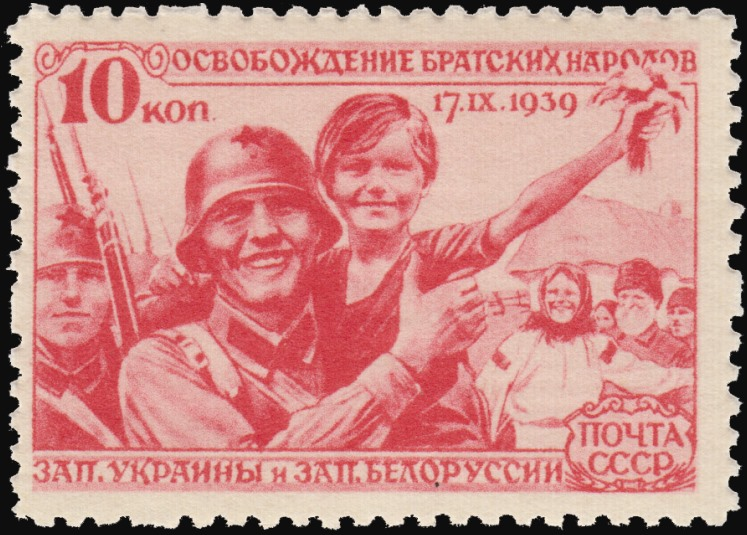
Солдат с ребёнком
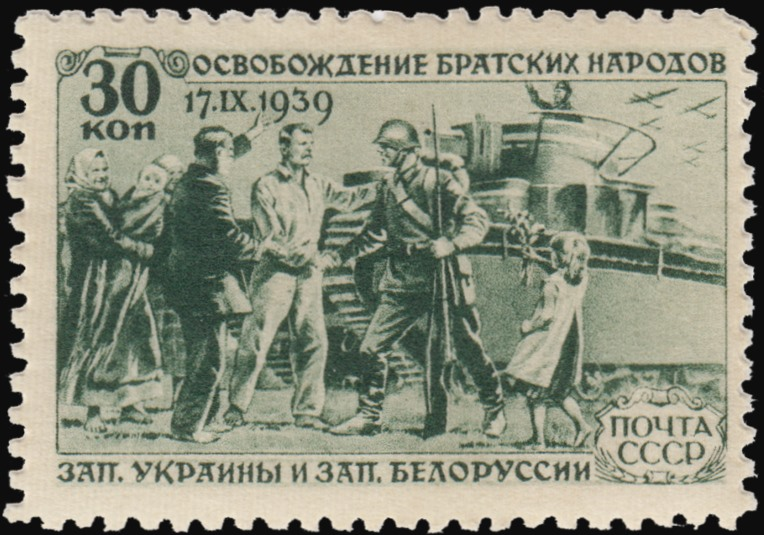
Встреча воинов
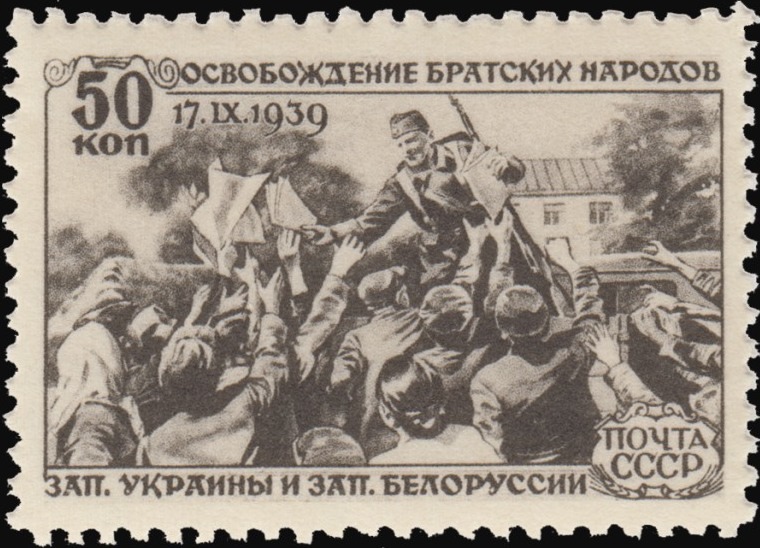
Раздача газет, тёмно-серая
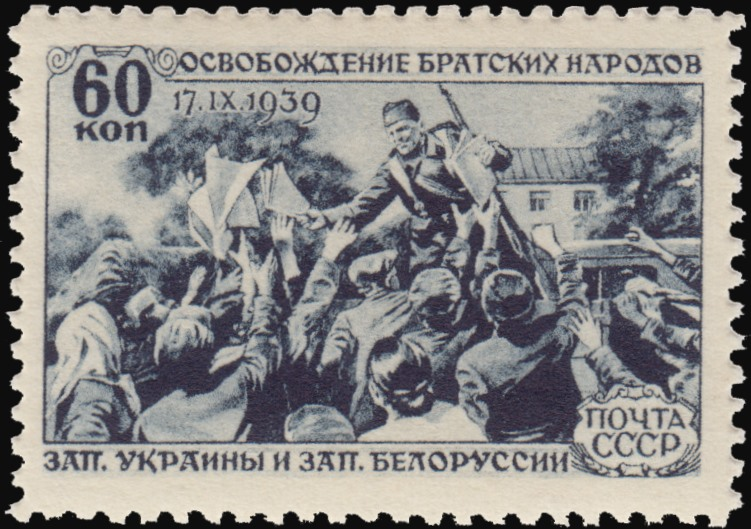
Раздача газет, тёмно-синяя
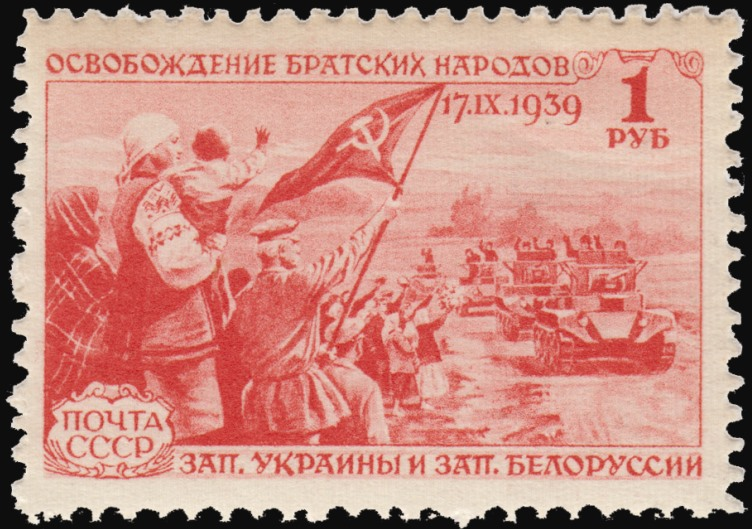
Встреча танковой колонны